# Tricromía
Se conoce por tricromía al procedimiento fotográfico de reproducción de todos los colores mediante la estampación sucesiva del rojo, verde y azul (RGB) para mezclas aditivas (para pantallas de ordenador, televisores, sensores, etc) y cian, magenta y amarillo (CMYK) para las mezclas sustractivas (usado en impresión)
La primera fotografía en color permanente fue tomada en 1861, por este método, por el físico escocés James Clerk Maxwell que presentó su método aditivo de fotografía en color en Londres, con la intención de demostrar que cualquier color podía obtenerse mezclando luces de los tres colores primarios (rojo, amarillo y azul) en diferentes proporciones. Probó la teoría haciendo pasar la luz a través de filtros coloreados combinados y proyectando el resultado en una pantalla.
Posteriormente Charles Cros y Louis Ducos du Hauron idearon un método (idéntico pero de forma independiente y al mismo tiempo) mediante el cual se fotografiaba 3 veces el mismo objeto, pero cada vez con un filtro de vidrio coloreado (azul verde y rojo) para obtener 3 negativos del objeto (amarillo, cyan y magenta). Luego superponiendo los 3 negativos se obtenía una reproducción muy fiel del original. Los mejores resultados se obtenián cuanto más exactamente la mezcla del rojo, verde y azul se aproximaran al blanco, siendo tales los tonos a emplear en los vidrios (en la superposición de filtros y negativos siempre existe una tendencia a ser más obscuros, ya que cada uno substrae su color de la luz, pero ninguno puede reflejar la luz blanca). 
Basado en este método de la tricromía, los talleres gráficos aplicaron desde entonces dichas reglas para la reproducción y estampación.

## Estado del arte en la impresión de imágenes (en el tiempo de la tricromía)
Antes de la tricromía existían el daguerrotipo que era una imagen en positivo (pero espejada horizontalmente) en una placa metálica, sin posibilidad de copia, cuyo proceso de exposición era largo en el tiempo.
También casi coetáneo de los daguerrotipos era el calotipo, consistente en un papel que era el negativo, de calidad inferior al daguerrotipo pero más barato y que permitía copias en positivo.
Algo más tarde (1851 aprox.) aparece el colodión, inventado por Abel Niépce basando sus trabajos en los de su tío José Niepce. El método se aplicaba sobre una placa de vidrio que hacía de positivo y las copias se hacían sobre diferentes soportes donde la emulsión era la albúmina del huevo. Surgieron variaciones del método ya que inicialmente los positivos eran también sobre vidrio y resultaban caros, hasta llegar a un papel albuminado bastante más barato.
Cronológicamente (la tricromía de Hauron) vino a coincidir con el invento de las placas autocromas de los hermanos Lumiere, que tuvo gran aceptación, por lo que el método fue relegado de su posición inicial al olvido.

## Conocimientos y estudios sobre la luz hasta entonces
Todas estas descripciones están basadas en los descubrimientos que Newton hizo respecto del desdoblamiento de la luz en el espectro.
Debemos al fisiólogo Tomás Young el estudio de la percepción de los colores, que basó sus teorías en las anteriores ya conocidas. Como que el ojo humano debía tener 3 fibras excitadoras para producir las sensaciones de los 3 colores primarios. E ideó diferentes experimentos para probar sus teorías. A la luz de sus teorías y experimentos, estimuló en muchos otros investigadores una intensa actividad de investigaciones para tratar de esclarecer los diversos fenómenos y solucionar la obsesiva idea de imprimir en colores, que venía haciéndose manifiesto desde el invento de la imprenta. Uno de ellos fue el propio Becquerel (padre del Becquerel descubridor de la radioactividad), que llegó a obtener una fotografía del espectro solar allá por 1840.
Helmoltz razonó acertadamente los términos de mezclas aditivas y sustractivas de colores, sobre las que existía mucha controversia científica sobre la aparente contradicción, basando sus trabajos en completar los de Tomás Young.

## Estudios posteriores influenciados por la tricromía
Si J. Clerk Maxwell aborda la problemática de la fotografía de colores, Cros y Hauron aportaron a la tricromía la separación fotográfica. Pero todavía quedaban problemas no resueltos satisfactoriamente.
Frederic Eugene Ives alcanzó gran éxito (ya era famoso por un método propio de fotograbado) al establecer en 1888 la tricromía por síntesis aditiva. Posteriormente desarrolló un sistema estereoscópico (un sistema 3D que no requiere el uso de gafas).
Los hermanos Lumiere, después de varios intentos lograron resolver el problema de fijar los colores a la fotografía de una manera sencilla y barata en lo que llamaron placas autocromas.
Los conocimientos sobre la tricromía, fueron ampliamente estudiados por Gabriel Lippmann, desarrollando el método de fotocromía que lleva su nombre. Lippmann aporta a la tricromía la solución a problemas del fenómeno de interferencias, estudos por los que obtuvo el premio Nobel de física en 1908.